# Zygothrica fuscina
Zygothrica fuscina är en tvåvingeart som beskrevs av Burla 1956. Zygothrica fuscina ingår i släktet Zygothrica och familjen daggflugor. Inga underarter finns listade i Catalogue of Life.